# Flip (album)
Flip è un album solista del 1985 di Nils Lofgren, chitarrista di lunga data di Neil Young e Bruce Springsteen. Il suono è tipico dello stile della metà degli anni '80, con una forte enfasi sul suono del rullante, la chitarra di Lofgren, e un sacco di sintetizzatore. Il nome dell'album riflette i suoi caratteristici "flip" sul trampolino eseguiti sul palco mentre suonavano assoli di chitarra.

## Tracce
1. Flip Ya Flip – 4:11
2. Secrets in the Street – 4:33
3. From the Heart – 3:31
4. Delivery Night" – – 3:54
5. King of the Rock – 5:24
6. Sweet Midnight – 6:49
7. New Holes in Old Shoes – 4:35
8. Dreams Die Hard – 3:34
9. Big Tears Fall – 6:08